# Peaky Blinders (banda)
I Peaky Blinders furono un gruppo o una banda criminale attiva a Birmingham tra la fine del XIX e l'inizio del XX secolo. Il gruppo, nato dalle madri e dalle privazioni economiche della classe operaia britannica, era composto in gran parte da giovani di classe medio-bassa. Il potere sociale della banda si fondava su rapine, violenza, racket, scommesse illegali e controllo del gioco d'azzardo. La banda aveva un alto livello organizzativo, con i suoi sistemi di gerarchia.
I Blinders ottennero il dominio eliminando tutti i loro rivali, come i Cheapside Sloggers, con i quali contendevano il territorio di Birmingham e dei distretti circostanti. Mantennero il controllo per quasi vent'anni fino al 1910, quando una banda più grande, i Birmingham Boys, guidata da Billy Kimber, iniziò ad avere grande influenza sulla città, facendo perdere ai Blinders il primato. Nei dieci anni successivi quest'ultimi persero potere gradualmente, fino a sparire verso l'inizio degli anni '20; il termine "Peaky Blinders" rimase, divenendo sinonimo di generica banda di strada a Birmingham.
Sono il soggetto della omonima serie televisiva della BBC iniziata nel 2013.

## Nome
Secondo lo storico David Cross e lo storico e analista comportamentale John Douglas, il nome Peaky Blinders deriva dalla pratica di cucire delle lamette da barba nella visiera (peak in inglese) dei cappelli, i quali all'occorrenza potevano essere utilizzati come armi (quindi una sorta di "visiere accecanti", da blind che significa cieco). Sebbene la Gillette avesse introdotto i rasoi di sicurezza intercambiabili nel 1903, essi erano un oggetto di lusso per l'epoca, che difficilmente sarebbe stato usato come arma in quel modo. Quindi questa spiegazione dell'origine è probabilmente apocrifa. Un'altra ipotesi, sostenuta dallo storico Carl Chinn, è che peaky fosse il soprannome del modello di cappello che indossavano. Secondo una traduzione più letterale, invece, peaky significa "appuntito", blinder "paraocchi, visiera", quindi "la banda con i cappelli dalle visiere appuntite". Inoltre, blinder è un termine del dialetto di Birmingham, comune ancora oggi, che indica un aspetto tanto elegante da accecare (blind in inglese): la gang aveva infatti un distinto stile di abbigliamento che era caratterizzato da dei cappelli con visiera, fazzoletto al collo e pantaloni a zampa di elefante. Il loro stile di abbigliamento era simile a quello di una gang di Manchester attiva nello stesso periodo, conosciuta come gli Scuttlers.

## Storia

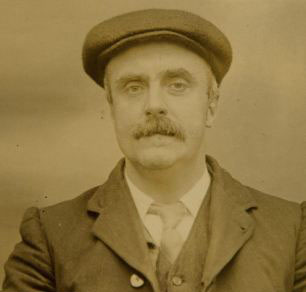
Thomas Gilbert, un membro potente della banda.

Negli anni 1870, nei quartieri poveri di Birmingham, dove regna il sovrappopolamento, è diffuso anche il ricorso alla criminalità per sbarcare il lunario.
È quindi in un ambiente di violenza e miseria che nascono le prime bande della città; ben prima dei Peaky Blinders, una gang di giovani fuorilegge dilagava già: la Cheapside Slogging Gang, chiamata anche i Cheapside Sloggers (lett. "picchiatori di Cheapside"). Questo gruppo molto attivo, diretto da John Adrian, faceva regnare il terrore, vivendo del racket nei quartieri di Small Heath o di Cheapside. Nel 1872, il locale Birmingham Mail scrive di come «400 bruti hanno esercitato violenza indiscriminata nella zona di Cheapside, attaccando e rubando».
La prima apparizione del nome Peaky Blinders in quanto gruppo criminale è datata 23 marzo 1890 quando, a seguito di un alterco con una banda di ragazzi in un pub, il gruppo capeggiato da Thomas Mucklow assaltò violentemente George Eastood, un abitante di Small Heath. Eastood venne gravemente ferito alla testa e dovette subire un'operazione di trapanazione; nella stampa locale venne pubblicata il 9 aprile la lettera di un lettore che parlava di un «assalto omicida» perpetrato dai membri dei «Peaky Blinders di Small Heath».
Da allora le attività criminose della gang dei Peaky Blinders si moltiplicarono. Vennero segnalati per ogni sorta di attività illecita, dai disturbi dell'ordine pubblico al furto violento. La banda era nota per l'eccessiva aggressività e per l'uso ricorrente di armi improvvisate come forchette, coltelli o attizzatoi.
Il declino della banda iniziò nel 1910, quando la numerosa gang dei Birmingham boys iniziò a spostare la sua attenzione sui Peaky Blinders, preoccupata per la loro crescente influenza politica. I due gruppi si scontrarono con violenza negli anni, ma alla fine i Blinders ebbero la peggio e le famiglie esponenti della banda iniziarono a lasciare il centro di Birmingham per spostarsi nella campagna; all'inizio del 1920 la gang era ormai sparita. 
Philip Gooderson, l'autore di The Gangs of Birmingham, afferma che i Peaky Blinders nacquero come una banda, ma che in seguito il termine divenne generico. Membri famosi furono David Taylor (imprigionato all'età di 13 anni per il possesso di una pistola), Harry «Baby Face» Fowles, Ernest Haynes e Stephen McNickle.

## Abbigliamento
I membri della banda spesso indossavano abiti su misura, insolito per le bande dell'epoca. Quasi tutti i membri indossavano una coppola con un soprabito di supporto. Il tipo di berretto piatto è dato in merito alla denominazione della banda. Di fatto, i Peaky Blinders indossavano abiti su misura con pantaloni a zampa di elefante e giacche a bottoni. Inoltre in caso di pioggia o di altri eventi meteorologici utilizzavano gli stivali in pelle con punta d'acciaio. I membri più ricchi indossavano sciarpe di seta e colletti inamidati con bottoni metallici. Per quanto riguarda il vestito, era facilmente riconoscibile dagli abitanti della città, dalla polizia e dalle bande rivali.
Anche le fidanzate dei membri della gang avevano uno stile di abbigliamento distinto, caratterizzato da «perle, una frangetta che copriva la fronte e dei fazzoletti da collo dai colori sgargianti». I Peaky Blinders erano spesso violenti con le loro fidanzate e una di loro commentò: "Ogni volta che esce con me, mi colpisce. E se provo a parlare con un altro ragazzo non ha problemi a prendermi a calci".

## Cultura di massa
La serie televisiva della BBC Peaky Blinders, con Cillian Murphy, Sam Neill e Helen McCrory, ha debuttato nell'ottobre 2013. Presenta una storia immaginaria in cui i Peaky Blinders, dopo la prima guerra mondiale, svolgono affari con i Birmingham Boys e la banda Sabini, seguendo una banda fittizia con sede in una piccola brughiera di Birmingham, entrando in guerra con la mafia e altre organizzazioni criminali dell'epoca.
La canzone Cheapside Sloggers (2019) della band heavy metal danese Volbeat si riferisce alla rivalità tra l'omonima banda e i Peaky Blinders.